# Viladecavalls
Viladecavalls és un municipi de Catalunya situat a l'oest de la comarca del Vallès Occidental, al límit amb el Baix Llobregat, del qual el separa la riera de Sant Jaume, que a l'extrem meridional del terme s'uneix amb la riera de Gaià (que travessa el municipi de nord a sud) i formen la riera del Morral del Molí, tributària del Llobregat per l'esquerra. Els boscos, de pins i alzines, ocupen més de la meitat del municipi, dominat al nord per la serra de Collcardús. Limita al nord amb Vacarisses, a l'est amb Terrassa, al sud amb Ullastrell i a l'oest amb Abrera i Olesa de Montserrat.
La proximitat a Terrassa ha fet possible que últimament s'hagin instal·lat al terme un bon nombre d'indústries (als polígons de Can Mir o Can Tries) i ha fet proliferar-hi les urbanitzacions residencials de construcció recent, cosa que ha disparat la població del municipi, que l'abril del 2005 ja va assolir la xifra dels 6.890 habitants, mentre que el 1970 amb prou feines sobrepassava el miler. A part del poble de Viladecavalls, al terme hi ha diversos veïnats com Can Tries (gairebé un barri de Terrassa, actualment el nucli més poblat del municipi) i les urbanitzacions de Sant Miquel de Gonteres, les Carenes de Can Turu, la Planassa, Can Corbera, la Tendera o el Molinot.

## Geografia
- Llista de topònims de Viladecavalls (Orografia: muntanyes, serres, collades, indrets..; hidrografia: rius, fonts...; edificis: cases, masies, esglésies, etc).

## El poble
| Entitat de població          | Habitants (2023) |
| Can Tries                    | 2.366            |
| Viladecavalls                | 2.074            |
| Sant Miquel de Gonteres      | 1.360            |
| Can Turu                     | 1.246            |
| la Planassa                  | 418              |
| Can Corbera                  | 296              |
| el Molinot                   | 28               |
| la Tendera                   | 11               |
| Polígon industrial Can Tries | 7                |
| Can Mir                      | 3                |
| Font: Idescat                |                  |

El poble de Viladecavalls, conegut popularment com la Tarumba i els seus habitants com a tarumbaires, està format per dos nuclis a banda i banda de la carretera local B-120, situats damunt la carena de la serra de Sorbet. Aquests veïnats van sorgir al voltant de dues quadres o cases fortes pertanyents a la parròquia romànica de Sant Martí de Sorbet, una de les tres que conformaven el municipi actual, juntament amb les de Sant Miquel de Toudell i Santa Maria de Toudell, totes tres incloses al terme del castell de Terrassa i més tard al municipi de Sant Pere de Terrassa, fins que el 1849 es va configurar el terme municipal de Viladecavalls amb les tres parròquies precedents, la quadra de Clarà i algunes masies que pertanyien a Olesa i Ullastrell.
A partir de la dècada del 1950 Viladecavalls es va convertir en poble d'estiueig de la gent de Terrassa i Barcelona i va veure aparèixer diverses urbanitzacions al seu voltant. Actualment, el nucli antic de Viladecavalls tan sols aplega el 25% de la població del terme municipal.

## Edificis destacats
- l'església parroquial de Sant Martí de Sorbet, al carrer Major del poble, d'origen romànic (consagrada al segle xi), reconstruïda en època barroca;
- les ruïnes del castell de Toudell, una de les antigues cases fortes del terme (del segle xiii), situada prop del polígon industrial de Can Mir;
- l'església de Sant Miquel de Toudell, propera al castell; romànica del segle xii, remodelada al segle xviii;
- l'església de Santa Maria de Toudell, situada al polígon industrial de Can Tries, també romànica del segle xi, amb absis semicircular i un interessant campanar de torre;
- les diverses masies disseminades pel terme, algunes de les quals han originat al seu voltant urbanitzacions de tipus residencial: Can Baiona, Can Boada de les Parentes, Can Boixeres, Can Cabassa, Can Corbera, Can Coromines, Can Garriga, Can Gonteres, Can Marcet, Can Mir, Can Mitjans, Can Sanaüja, Can Tries, Can Trullàs, Can Turu (actualment dins el nucli del poble, allotja la biblioteca municipal Pere Calders), etc.

- Escola Rosella, educació primària
- Escola Roc Blanc, educació primària
- IES Viladecavalls, educació secundària

## Economia
L'activitat econòmica del municipi, que tradicionalment depenia de l'agricultura, pivota ara al voltant de la indústria i els serveis per al turisme estacional i de segona residència. Els conreus més importants són els de secà (vinya, blat, olivera) i encara hi queden alguns dels molts horts que es cultivaven temps enrere. La indústria, tradicionalment dedicada al tèxtil i ara molt diversificada, s'ha desenvolupat entorn de diversos polígons propers a les carreteres C-58 (Can Tries, Can Mitjans) i B-120 (Can Mir), a llevant del terme, prop de Terrassa. A Can Tries hi ha un dels quatre serveis d'inspecció tècnica de vehicles (ITV) del Vallès Occidental i la deixalleria del municipi, mentre que a Can Mitjans s'aixecava la fàbrica de la Sony, que ocupava més de 1.500 treballadors; aquesta fàbrica fou venuda el 2010 a les multinacionals catalanes Ficosa i COMSA EMTE.

## Comunicacions
A Viladecavalls s'hi pot accedir per la carretera C-58 i per l'autopista C-16 (amb sortida pròpia), que comuniquen Terrassa amb Manresa. Hi ha una carretera local, la B-120, que uneix la població amb Terrassa i Olesa.
Al terme hi ha dues estacions de ferrocarril de la línia 4 de Rodalies de Catalunya (Sant Vicenç de Calders-Manresa), una a Sant Miquel de Gonteres i l'altra a Can Corbera, que dona servei al nucli antic de Viladecavalls, anomenades respectivament Sant Miquel de Gonteres - Viladecavalls i Viladecavalls.
Pel sud del terme hi passen els senders de gran recorregut GR-6, que uneix Barcelona i Montserrat, i GR-97, de Sant Celoni a Abrera; pel nord el travessa el GR 96 o camí romeu de Montserrat.

## Govern i administració
Segons les darreres eleccions municipals (2015), la composició de l'Ajuntament fou la següent:
- CiU - 5 regidors (1.084 vots, 30,64%)
- FV-ICV-AperV-E - 3 regidors (862 vots, 24,36%)
- ERC-AM - 3 regidors (665 vots, 18,80%)
- C's - 1 regidor (379 vots, 10,71%)
- PSC-PM - 1 regidor (319 vots, 9,02%)

Al capdavant del govern hi ha el grup municipal de CiU, que governa en minoria, i l'alcaldessa és Cesca Berenguer i Priego.
A les anteriors eleccions municipals (2011), la composició de l'Ajuntament havia estat la següent:
- CiU - 4 regidors (751 vots, 23,16%)
- ICV-EUiA-E - 2 regidors (451 vots, 13,91%)
- UMdC (Unió Municipalista de Catalunya) - 2 regidors (347 vots, 10,70%)
- PVA (Plataforma per Viladecavalls Actiu) - 1 regidor (344 vots, 10,61%)
- PSC-PM - 1 regidor (304 vots, 9,37%)
- Esquerra-AM - 1 regidor (296 vots, 9,13%)
- PP - 1 regidor (253 vots, 7,80%)
- ARA-RI - 1 regidor (244 vots, 7,52%)

Inicialment, al govern hi havia una coalició de cinc formacions polítiques (ICV-EUiA-E, UMdC, Esquerra-AM, ARA-RI i PSC-PM) i l'alcalde va ser en Carles Rodríguez Herencia, d'ICV-EUiA-E, però al juliol de 2011 el regidor d'ARA-RI va abandonar el govern. El 9 de maig de 2013 va prosperar una moció de censura recolzada pels grups municipals de CiU, PVA, PP i ARA-RI, que va escollir Cesca Berenger i Priego com a nova alcaldessa, que va governar durant la resta de la legislatura.
A les eleccions municipals de 2007, la composició de l'Ajuntament havia estat la següent:
- CiU - 6 regidors (1.308 vots, 41,05%)
- PSC-PM (posteriorment ASV) - 2 regidors (504 vots, 15,82%)
- ERC-AM - 2 regidors (412 vots, 12,93%)
- ICV-EUiA-EPM - 2 regidors (381 vots, 11,96%)
- PVA - 1 regidor (323 vots, 10,14%)

En aquella legislatura, inicialment va governar el consistori la coalició CiU amb un acord amb el PVA, amb Sebastià Homs i Padrissa, de CiU, com a alcalde, càrrec que ostentava des del 29 de juny del 2006. Per desavinences en el pacte, el febrer del 2009 Homs va expulsar el regidor del PVA i va arribar a un acord amb els dos regidors socialistes, que al seu torn foren expulsats del PSC i van passar a governar conjuntament amb CiU amb el nom d'Agrupació Socialista de Viladecavalls. L'alcalde, que darrerament era investigat per la fiscalia, fou trobat mort el 16 de juliol del 2009 al Pedraforca en circumstàncies estranyes. El 28 de juliol fou escollida al capdavant del consistori Regina Parellada i Canals, de CiU, primera alcaldessa de la història del poble, que va governar en minoria durant la resta de la legislatura.

## Festes
Viladecavalls celebra la Festa Major d'estiu el segon cap de setmana de juliol, amb balls, representacions teatrals, concerts, etc. A l'estiu tots els barris del municipi organitzen també les respectives festes majors.
La festivitat de Sant Martí, el patró, s'escau l'11 de novembre i es considera la Festa Major d'hivern. Hi tenen un protagonisme especial la gent gran, la canalla i els esportistes.
Altres festes i actes que se celebren al poble al llarg de l'any són el Carnaval, la diada de l'Onze de Setembre, la cavalcada de Reis, les nits de cinema a la fresca o les ballades de sardanes, entre d'altres.

## Esports[calcitació]
Viladecavalls té una forta tradició esportiva. Hi ha unes quantes entitats d'esports diversos que aconsegueixen èxits a nivell comarcal i fins i tot nacional, i en els últims anys han aparegut noves entitats d'esports minoritaris que augmenten el nombre d'entitats esportives del municipi.
| Esport           | Club                                           |
| ---------------- | ---------------------------------------------- |
| Futbol           | Club Futbol Viladecavalls                      |
| Futbol           | Unió Deportiva Can Trias                       |
| Futbol           | Escola Futbol Viladecavalls                    |
| Bàsquet          | Club Bàsquet Viladecavalls                     |
| Bàsquet          | Club Bàsquet Rosella                           |
|                  |                                                |
| Atletisme        | Corredors de Fons de Viladecavalls             |
| Trailrunning     | Kames Kids                                     |
| Excursionisme    | Agrupació Excursionista Viladecavalls Ros-Gaià |
| Trial i motocròs | Associació Amics del Motor i la Natura         |
| Patinatge        | Club de Patinatge de Viladecavalls             |
| Petanca          | Club de Petanca Can Trias                      |
| Teatre           | Companyia Arebrocs                             |

## Demografia
| 1497 f | 1515 f | 1553 f | 1717 | 1787 | 1857  | 1877 | 1887 | 1900 | 1910 |
| ------ | ------ | ------ | ---- | ---- | ----- | ---- | ---- | ---- | ---- |
| 7      | 19     | 15     | 67   | 103  | 1.241 | 720  | 791  | 743  | 711  |

| 1920 | 1930 | 1940 | 1950 | 1960 | 1970  | 1981  | 1990  | 1992  | 1994  |
| ---- | ---- | ---- | ---- | ---- | ----- | ----- | ----- | ----- | ----- |
| 695  | 694  | 638  | 622  | 650  | 1.006 | 1.552 | 3.138 | 3.532 | 3.532 |

| 1996  | 1998  | 2000  | 2002  | 2004  | 2006  | 2008  | 2010  | 2012  | 2014  |
| ----- | ----- | ----- | ----- | ----- | ----- | ----- | ----- | ----- | ----- |
| 4.882 | 5.155 | 5.755 | 6.304 | 6.838 | 7.036 | 7.170 | 7.323 | 7.411 | 7.395 |

| 2016  | 2018  | 2020  | 2022  | 2024  | 2026 | 2028 | 2030 | 2032 | 2034 |
| ----- | ----- | ----- | ----- | ----- | ---- | ---- | ---- | ---- | ---- |
| 7.354 | 7.480 | 7.545 | 7.644 | 7.802 | -    | -    | -    | -    | -    |